# Tresserve
Tresserve es una comuna francesa situada en el departamento de Saboya, de la región Auvernia-Ródano-Alpes.

## Demografía
| 903 | 1 124 | 1 457 | 1 781 | 2 806 | 2 987 | 3 161 | 3 076 |
| Para los censos de 1962 a 1999 la población legal corresponde a la población sin duplicidades (Fuente: INSEE [Consultar]) |       |       |       |       |       |       |       |